# Un souvenir éternel

Un souvenir éternel (Back to You and Me) est un téléfilm américain réalisé par David S. Cass Sr. et diffusé le 23 juillet 2005 sur Hallmark Channel.

## Fiche technique
- Réalisation : David S. Cass Sr. (en)
- Scénario : Tom Amundsen
- Durée : 92 min
- Pays :  États-Unis

## Distribution
- Lisa Hartman Black (VF : Catherine Lafond) : Syd Ludwick
- Dale Midkiff (VF : Patrick Borg) : Gus Martin
- Rue McClanahan (VF : Monique Thierry) : Helen Ludwick
- Barbara Niven (VF : Françoise Cadol) : Connie Murray
- Jennifer Echols : Brenda
- Blake Woodruff : Jake Martin
- Larry Manetti (VF : Patrick Messe) : Nelson
- Joel McCrary : Ruben
- Donald Patrick Harvey (VF : Georges Caudron) : Ed Jenkins
- Lisa Long : Pam Jenkins
- Ken Land : Docteur Tom
- Morrow Wilson : Stan
- Cissy Wellman : Carol
- Romy Rosemont : Cheryl
- Jill Jaress : Gretchen
- Katherine Leigey : Lisa
- Joshua Gordon : Docteur aux urgences

 Source et légende : version française (VF) sur RS Doublage et selon le carton du doublage français télévisuel.

## Accueil
Le téléfilm a été vu par 2,7 millions de téléspectateurs lors de sa première diffusion.